# Пулитцеровская премия 1918 года
Как и на церемонии, прошедшей год назад, в 1918 году лауреаты Пулитцеровской премии были объявлены в стенах Колумбийского университета в первый понедельник июня, который тогда пришёлся на третий день месяца.
Сравнивая список лауреатов 1918 года со списком за предыдущий год, легко заметить, что в центре общественного внимания по-прежнему оставалась война.
К особенностям премии в этом году можно отнести следующее:
- Премия была второй по счёту, но в номинациях «За служение обществу», «За художественную книгу, написанную американским писателем, желательно об Америке» и «За драматическое произведение для театра» была присуждена впервые
- Премия же «За историю американской прессы» (Newspaper history award) присуждалась не только в первый, но и в последний раз. Дело в том, что номинация прямо указывалась в завещании Джозефа Пулитцера, но в прошлом году члены Комиссии так и не пришли к согласию в отношении её назначения и премия не была вручена никому[2]. В этом году некие студенты Высшей школы журналистики при Колумбийском университете подали на соискание свою работу. При этом, название их работы полностью соответствовало формулировке в завещании, что приводило к определённым выводам. Видимо, посчитав такой формализм нецелесообразным, в следующем году от этой номинации решили отказаться навсегда.
- Наоборот, премия в номинации «За стихотворение», учреждённая дополнительно благодаря гранту организации «Поэзия Америки»[англ.] прижилась: в этом и следующем году её присуждали как специальную, а уже с 1922 года номинация вошла в число основных и с тех пор присуждалась непрерывно вплоть до последнего времени (2014 год)[3][4].

## Журналистика
| Пулитцеровская премия 1918 года. Журналистика | Пулитцеровская премия 1918 года. Журналистика | Пулитцеровская премия 1918 года. Журналистика           | Пулитцеровская премия 1918 года. Журналистика |
| Номинация                                     | Лауреат                                       | Ассоциированное СМИ                                     | Аннотация |
| --------------------------------------------- | --------------------------------------------- | ------------------------------------------------------- | --- |
| За служение обществу                          | Нью-Йорк Таймс                                | -                                                       | За заслуги перед обществом публикацией полных официальных отчётов, документов и заявлений европейских государственных деятелей, касающихся хода и ведения войны |
| За серию статей                               | Гарольд А. Литтлдей                           | Нью-Йорк Ивнинг Пост                                    | За серию статей, разоблачивших злоупотребления в тюрьмах штата Нью-Джерси и побудивших к их реформированию                                                      |
| За редакционный комментарий                   | Луисвилль Курьер-Джорнал                      | -                                                       | За редакционные статьи «Vae victis» и «Война имеет и компенсацию»                                                                                               |
| За историю прессы                             | Минна Льюинсон и Генри Битл Хаф               | Высшая школа журналистики при Колумбийском университете | Студентам Высшей школы журналистики при Колумбийском университете за «Историю услуг, оказанных прессой Америки обществу Америки в 1917-м году»                  |

## Специальный приз
- За стихотворение
  - «Напевания любви» (Love songs), издательство «Макмиллан»[англ.], — Сара Тисдейл.

## Жюри
В сравнении с Комиссией 1917 года, состав Комиссии в 1918 году не изменился, и в нём по-прежнему велика доля «ньюйоркцев». Фамилии членов Комиссии указываются в алфавитном порядке, поэтому такой важный судья, как старший сын учредителя, Ральф Пулитцер, стоит в списке седьмым, а то, что возглавляет список Президент Колумбийского университета, приютившего и Комиссию, и церемонию вручения, всего лишь случайность, — его фамилия начинается с буквы «Б».
| Наградная комиссия Пулитцеровской премии 1918 года | Наградная комиссия Пулитцеровской премии 1918 года | Наградная комиссия Пулитцеровской премии 1918 года | Наградная комиссия Пулитцеровской премии 1918 года |
| П/п                                                | Организация                                        | Должность                                          | Представитель                                      |
| -------------------------------------------------- | -------------------------------------------------- | -------------------------------------------------- | -------------------------------------------------- |
| 1                                                  | Колумбийский университет                           | Председатель комиссии. Президент университета      | Николас Батлер                                     |
| 2                                                  | «Репабликэн», Спрингфилд, Массачусетс              | Главный редактор                                   | Соломон Гриффин (Solomon B. Griffin)               |
| 3                                                  | «Нью-Йорк Уорлд»                                   | Автор редакционных статей                          | Джон Хитон (John Langdon Heaton)                   |
| 4                                                  | «Чикаго Дейли Ньюс»                                | Издатель, редактор                                 | Виктор Лоусон (Victor Fremont Lawson)              |
| 5                                                  | «Нью-Йорк Таймс»                                   | Редактор                                           | Чарльз Миллер (Charles Ransom Miller)              |
| 6                                                  | «Нью-Йорк Сан»                                     | Отетственный редактор                              | Эдвард Митчелл (Edward Page Mitchell)              |
| 7                                                  | «Нью-Йорк Уорлд»                                   | Издатель. Старший сын учредителя премии, наследник | Ральф Пулитцер                                     |
| 8                                                  | «Ассошиэйтед Пресс»                                | Генеральный директор                               | Мелвилл Стоун (Melville Elijah Stone)              |
| 9                                                  | «Бостон Глоуб»                                     | Издатель, редактор                                 | Чарльз Тэйлор (Charles H. Taylor)                  |
| 10                                                 | «Филадельфия Пресс»                                | Ответственный редактор                             | Сэмюэл Уэллс (Samuel Calvin Wells)                 |